# Belrupt-en-Verdunois
Belrupt-en-Verdunois település Franciaországban, Meuse megyében. Lakosainak száma 541 fő (2022. január 1.). Belrupt-en-Verdunois Châtillon-sous-les-Côtes, Haudainville, Moulainville, Sommedieue és Verdun községekkel határos.

## Népesség
A település népességének változása:
| Lakosok száma | 268  | 331  | 448  | 442  | 546  | 579  | 572  | 558  | 551  | 541  |
|               | 1968 | 1982 | 1990 | 2006 | 2013 | 2015 | 2017 | 2019 | 2020 | 2022 |